# Samsung Galaxy Tab S4
O Samsung Galaxy Tab S4 é um tablet desenvolvido e produzido pela Samsung Electronics. É o sucessor do anterior Galaxy Tab S3 e foi anunciado juntamente com o Samsung Galaxy Tab A 10.5, uma alternativa mais económica.

## História
O Tab S4 foi apresentado a 1 de agosto de 2018, e as pré-encomendas de modelos Wi-Fi e de telemóvel começaram no mesmo dia. Nos Estados Unidos, no lançamento, Os modelos LTE estavam disponíveis para compra através da Verizon, e o suporte de outras operadoras chegaria no terceiro trimestre de 2018.

## Dados técnicos

### Software

#### Sistema operativo
O Samsung Galaxy Tab S4 vem com Android 8.1 Oreo como padrão

### Hardware

#### Processador
O Samsung Galaxy Tab S4 contém um system-on-a-chip (SoC) é um Qualcomm Snapdragon 835.

#### Memória
O Samsung Galaxy Tab S4 está disponível em duas variantes com 64 ou 256 gigabyte de memória flash interna e contém 4 gigabytes de RAM do tipo LPDDR4X.

#### Bateria
O Samsung Galaxy Tab 4 tem um bateria com uma capacidade de 7300 mAh.[carece de fontes?]